# Berthenicourt
Berthenicourt  ist eine französische Gemeinde mit 198 Einwohnern (Stand 1. Januar 2022) im Département Aisne in der Region Hauts-de-France (vor 2016 Picardie). Sie gehört zum Arrondissement Saint-Quentin, zum Kanton Ribemont und zum Gemeindeverband Val de l’Oise.

## Geografie
Die Gemeinde Berthenicourt liegt am rechten, westlichen der beiden Oise-Arme und dem parallel verlaufenden Sambre-Oise-Kanal. Umgeben ist Berthenicourt von den Nachbargemeinden Itancourt im Norden, Mézières-sur-Oise im Osten, Séry-lès-Mézières im Südosten, Alaincourt im Südwesten und Westen sowie Urvillers im Nordwesten.

## Bevölkerungsentwicklung
| Jahr                       | 1962 | 1968 | 1975 | 1982 | 1990 | 1999 | 2006 | 2013 | 2021 |
| Einwohner                  | 181  | 176  | 187  | 177  | 200  | 200  | 206  | 203  | 193  |
| Quellen: Cassini und INSEE |      |      |      |      |      |      |      |      |      |

## Sehenswürdigkeiten
Die ursprünglich im zwölften Jahrhundert errichtete Kirche Saint-Basle wurde während des Ersten Weltkriegs zerstört und 1925 an gleicher Stelle im neoromanischen Stil wieder aufgebaut.

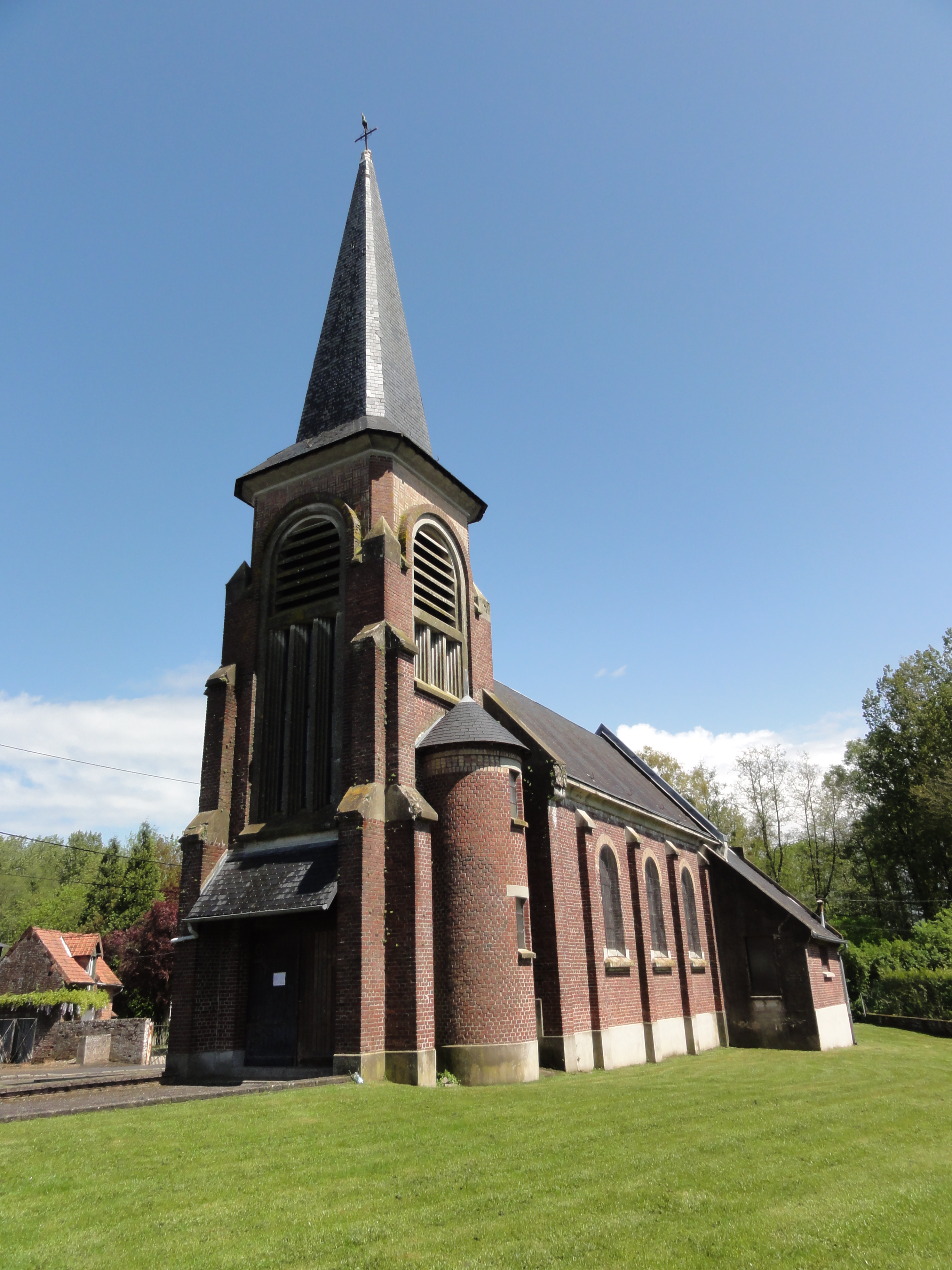
Kirche Saint-Basle
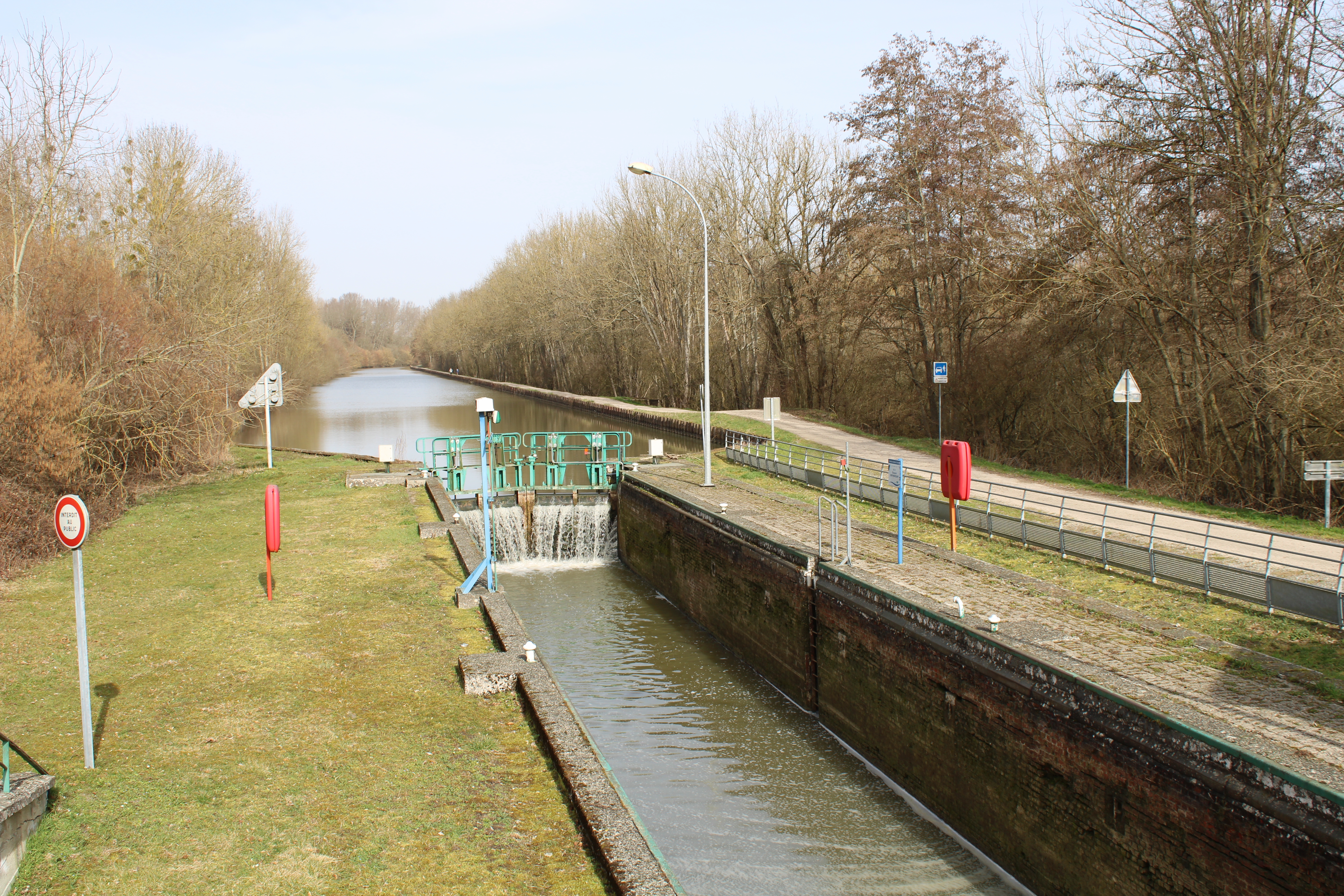
Schleuse im Sambre-Oise-Kanal
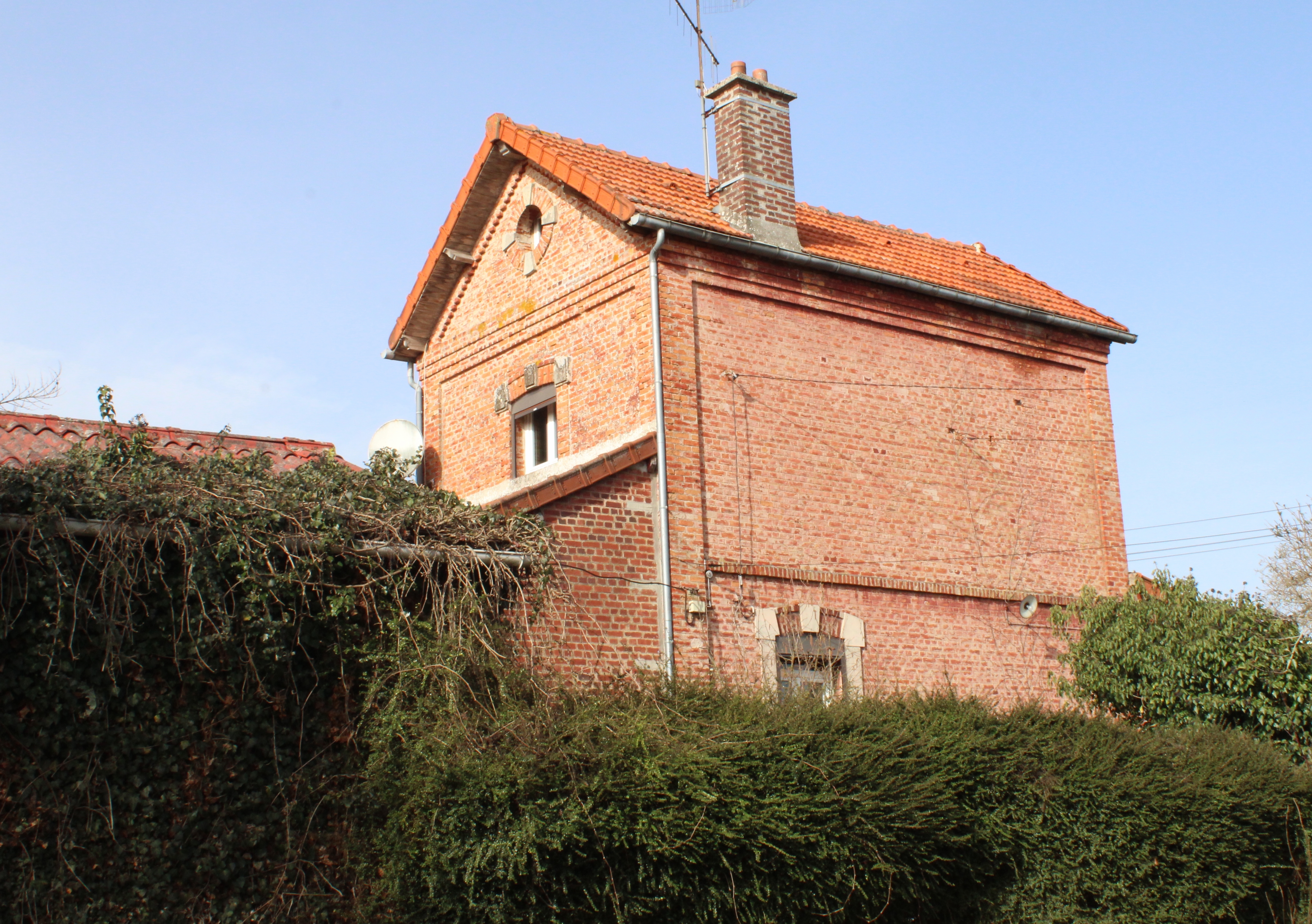
Ehemaliger Bahnhof
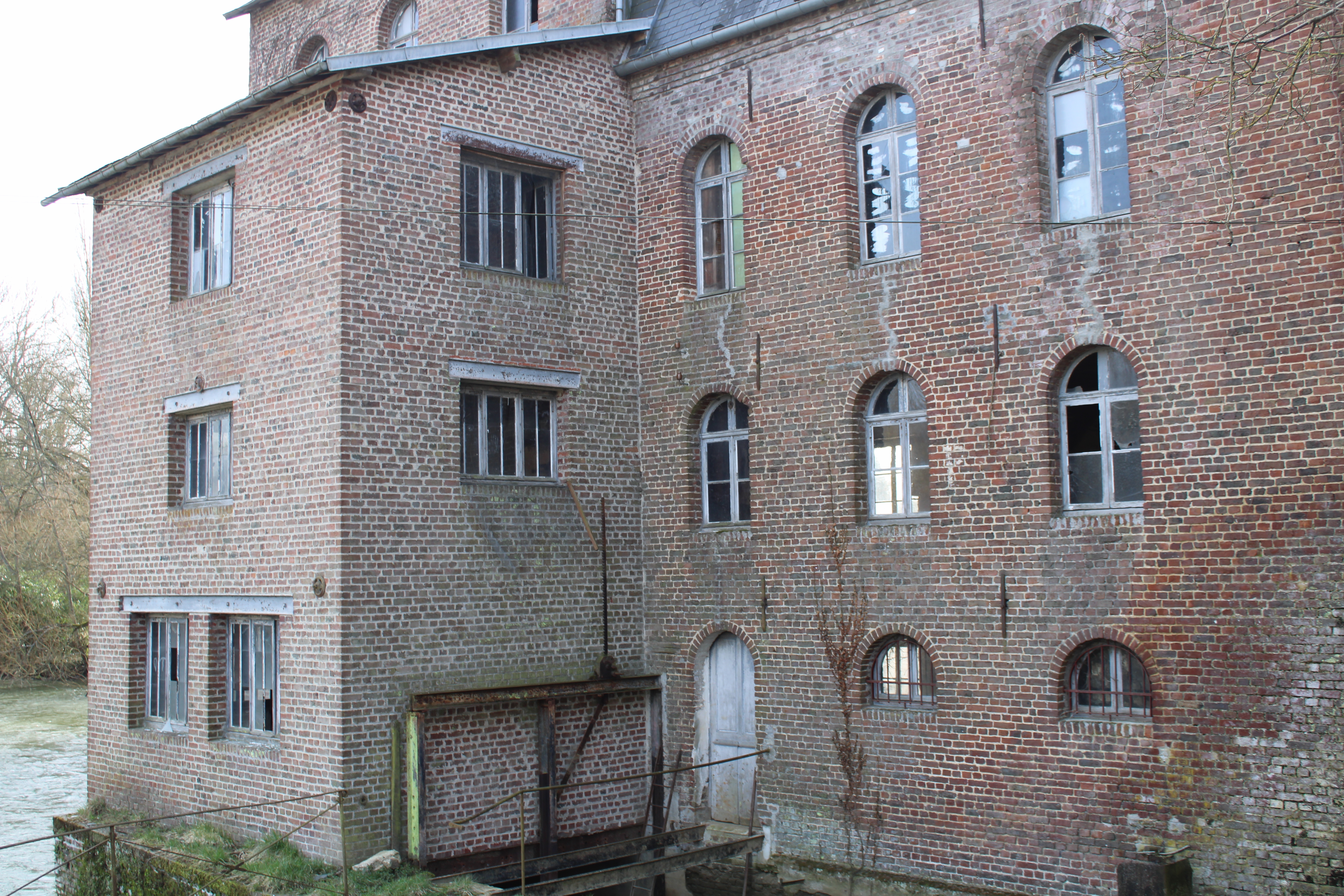
Wassermühle